# Islandia en el Festival de la Canción de Eurovisión 1987
Islandia participó en el Festival de la Canción de Eurovisión 1987 en Bruselas, Bélgica, con la canción «Hægt og hljótt», interpretada por Halla Margrét, compuesta y escrita por Valgeir Guðjónsson. La representante islandesa fue escogida por medio del Söngvakeppni Sjónvarpsstöðva 1987, organizado por la RÚV. Islandia obtuvo el 16.º puesto el sábado 09 de abril de 1987.

## Antecedentes
Antes de la edición de 1987, Islandia había participado en el Festival de la Canción de Eurovisión solo una vez. Debutó en 1986 con la canción «Gleðibankinn», interpretada por el trío ICY, obteniendo el 16.º puesto en la clasificación final.
La radioemisora nacional islandesa, Ríkisútvarpið (RÚV), transmite el evento dentro de Islandia y organiza el proceso de selección del representante del país. En 1986 se realizó una final nacional.

## Antes de Eurovisión
Islandia seleccionó a sus representantes mediante su final nacional, el Söngvakeppnin, conocido ese año como Söngvakeppni Sjónvarpsstöðva.

### Söngvakeppni Sjónvarpsstöðva 1987
El Söngvakeppni Sjónvarpsstöðva 1987 fue el formato de final nacional desarrollado por la RÚV para seleccionar la representación de Islandia en el Festival de la Canción de Eurovisión 1987. La presentadora fue Kolbrún Halldórsdóttir.

#### Formato
Diez canciones compitieron en el Söngvakeppni Sjónvarpsstöðva 1987. La canción ganadora fue elegida tras la realización de una única gala, el lunes 23 de marzo de 1987; siendo esta determinada por ocho jurados regionales.

#### Participantes
| Artista                                   | Canción (Traducción)                             | Compositores Música (m) y Letra (l)                                     |
| ----------------------------------------- | ------------------------------------------------ | ----------------------------------------------------------------------- |
| Björgvin Halldórsson                      | Ég leyni minni ást (Escondo mi amor)             | - Jóhann G. Jóhannsson (m/l)                                            |
| Björgvin Halldórsson                      | Mín þrá (Mi deseo)                               | - Jóhann G. Jóhannsson (m/l)                                            |
| Björgvin Halldórsson & Erna Gunnarsdóttir | Lífsdansinn (La danza de la vida)                | - Geirmundur Valtýsson (m) - Hjálmar Jónsson (l)                        |
| Erna Gunnarsdóttir                        | Aldrei ég gleymi (Nunca olvidaré)                | - Axel Einarsson (m) - Jóhann G. Jóhannsson (l)                         |
| Eyjólfur Kristjánsson                     | Norðurljós (Auroras boreales)                    | - Gunnar Þórðarson (m) - Ólafur Haukur Símonarson (l)                   |
| Halla Margrét Árnadóttir                  | Hægt og hljótt (Lentamente y en silencio)        | - Valgeir Guðjónsson (m/l)                                              |
| Jóhann Helgason                           | Í blíðu og stríðu (En las buenas y en las malas) | - Jóhann Helgason (m/l)                                                 |
| Jóhanna Linnet                            | Sumarást (Amor de verano)                        | - Þorgeir Daníel Hjaltason (m/l) - Iðunn Steinsdóttir (l)               |
| Módel                                     | Lífið er lag (La vida es una canción)            | - Gunnlaugur Briem (m/l) - Friðrik Karlsson (m/l) - Birgir Bragason (l) |
| Sigrún Hjálmtýsdóttir                     | Sofðu vært (Duerme tranquilo)                    | - Ólafur Haukur Símonarson (m/l)                                        |

### Final
La preselección fue ganada por Halla Margrét Árnadóttir. Así se le permitió representar a Islandia en el Festival de Eurovisión de ese año, con su canción Hægt og hljótt.
| Final (23 de marzo de 1987) | Final (23 de marzo de 1987)               | Final (23 de marzo de 1987) | Final (23 de marzo de 1987) | Final (23 de marzo de 1987) |
| #                           | Artista                                   | Canción                     | Puntos                      | Puesto                      |
| --------------------------- | ----------------------------------------- | --------------------------- | --------------------------- | --------------------------- |
| 1                           | Björgvin Halldórsson                      | Ég leyni minni ást          | 30                          | 8                           |
| 2                           | Halla Margrét Árnadóttir                  | Hægt og hljótt              | 88                          | 1                           |
| 3                           | Björgvin Halldórsson & Erna Gunnarsdóttir | Lífsdansinn                 | 55                          | 4                           |
| 4                           | Jóhann Helgason                           | Í blíðu og stríðu           | 24                          | 9                           |
| 5                           | Jóhanna Linnet                            | Sumarást                    | 32                          | 7                           |
| 6                           | Eyjólfur Kristjánsson                     | Norðurljós                  | 59                          | 3                           |
| 7                           | Módel                                     | Lífið er lag                | 74                          | 2                           |
| 8                           | Sigrún Hjálmtýsdóttir                     | Sofðu vært                  | 20                          | 10                          |
| 9                           | Erna Gunnarsdóttir                        | Aldrei ég gleymi            | 36                          | 6                           |
| 10                          | Björgvin Halldórsson                      | Mín þrá                     | 46                          | 5                           |

| Votos detallados de Jurados Regionales | Votos detallados de Jurados Regionales | Votos detallados de Jurados Regionales | Votos detallados de Jurados Regionales | Votos detallados de Jurados Regionales | Votos detallados de Jurados Regionales | Votos detallados de Jurados Regionales | Votos detallados de Jurados Regionales | Votos detallados de Jurados Regionales | Votos detallados de Jurados Regionales |
| Canción                                | Borgarnes                              | Ísafjörður                             | Sauðárkrókur                           | Akureyri                               | Egilsstaðir                            | Selfoss                                | Hafnarfjörður                          | Reykjavík                              | Puntos                                 |
| -------------------------------------- | -------------------------------------- | -------------------------------------- | -------------------------------------- | -------------------------------------- | -------------------------------------- | -------------------------------------- | -------------------------------------- | -------------------------------------- | -------------------------------------- |
| Ég leyni minni ást                     | 4                                      | 6                                      | 2                                      | 6                                      | 3                                      | 1                                      | 5                                      | 3                                      | 30                                     |
| Hægt og hljótt                         | 10                                     | 10                                     | 10                                     | 12                                     | 12                                     | 12                                     | 10                                     | 12                                     | 88                                     |
| Lífsdansinn                            | 8                                      | 4                                      | 12                                     | 4                                      | 6                                      | 4                                      | 7                                      | 10                                     | 55                                     |
| Í blíðu og stríðu                      | 2                                      | 5                                      | 4                                      | 3                                      | 2                                      | 3                                      | 4                                      | 1                                      | 24                                     |
| Sumarást                               | 3                                      | 3                                      | 3                                      | 5                                      | 5                                      | 2                                      | 3                                      | 8                                      | 32                                     |
| Norðurljós                             | 6                                      | 7                                      | 7                                      | 10                                     | 8                                      | 6                                      | 8                                      | 7                                      | 59                                     |
| Lífið er lag                           | 12                                     | 12                                     | 6                                      | 7                                      | 10                                     | 10                                     | 12                                     | 5                                      | 74                                     |
| Sofðu vært                             | 1                                      | 2                                      | 1                                      | 1                                      | 1                                      | 7                                      | 1                                      | 6                                      | 20                                     |
| Aldrei ég gleymi                       | 7                                      | 1                                      | 5                                      | 8                                      | 4                                      | 5                                      | 2                                      | 4                                      | 36                                     |
| Mín þrá                                | 5                                      | 8                                      | 8                                      | 2                                      | 7                                      | 8                                      | 6                                      | 2                                      | 46                                     |

## En Eurovisión
Islandia tuvo que tomar el cuarto lugar en el Festival de Eurovisión, después de Austria y antes del país anfitrión, Bélgica. Al final de las votaciones resultó que Árnadóttir había terminado en el lugar 16 con 28 puntos.

### Puntos otorgados a Islandia
| Final     | Final                        | Final    | Final    | Final    |
| 12 puntos | 10 puntos                    | 8 puntos | 7 puntos | 6 puntos |
| --------- | ---------------------------- | -------- | -------- | -------- |
|           | - Alemania                   |          |          | - Grecia |
| 5 puntos  | 4 puntos                     | 3 puntos | 2 puntos | 1 punto  |
|           | - Bélgica - España - Noruega |          |          |          |

### Puntos otorgados por Islandia
| Final     | Final      |
| --------- | ---------- |
| 12 puntos | Alemania   |
| 10 puntos | Yugoslavia |
| 8 puntos  | Suecia     |
| 7 puntos  | Dinamarca  |
| 6 puntos  | Chipre     |
| 5 puntos  | Israel     |
| 4 puntos  | Francia    |
| 3 puntos  | Italia     |
| 2 puntos  | Suiza      |
| 1 punto   | Grecia     |